# Richard Meale

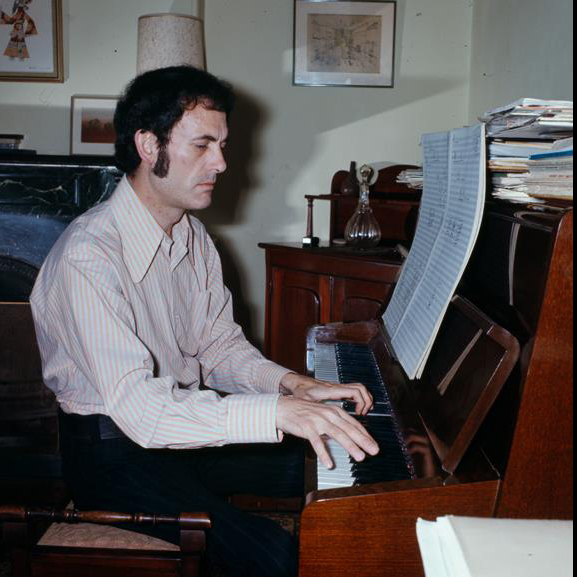
Richard Meale

Richard Meale (Sydney, 24 augustus 1932 - 23 november 2009) was een Australisch componist.
Meale studeerde piano bij Winifred Burston aan het muziekconservatoirum van Sydney, waar hij ook klarinet, harp, geschiedenis en theorie-onderwijs volgde. Vervolgens studererde hij onder meer aan de Universiteit van Californië - Los Angeles.
Aanvankelijk maakte hij deel uit van de groep avant gardistische Australische componisten, maar in de jaren 1970 deed hij afstand van een uitsluitend atonale benadering in zijn orkestwerk Viridian (1979) en in zijn tweede strijkkwartet (1980) om over te stappen naar een polytonale benadering. In zijn latere werken componeerde hij in onvervalste tonaliteit.
Meale maakte onder meer de opera Voss (1986), met een libretto van David Malouf, gebaseerd op de gelijknamige roman van Patrick White. Malouf werkte ook met Meale samen voor zijn tweede operaproject Mer de glace (1986–91), waarbij hij ideeën opdeed in de roman Frankenstein en van de aanpak van Mary Shelley met Shelley en Lord Byron.
Van 1969 tot 1988 gaf Meale les aan de muziekfaculteit van de universiteit van Adelaide.